# جون هاينز (سياسي)
جون هاينز (بالإنجليزية: John Hines)‏ هو سياسي أمريكي، ولد في 6 أبريل 1966 في الولايات المتحدة. حزبياً، نشط في الحزب الديمقراطي. وقد انتخب عضو مجلس نواب مسيسيبي.